# 吉普斯冰隆
吉普斯冰隆（英語：Gipps Ice Rise），是南極洲的冰隆，位於帕爾默地，處於赫斯特島東北面65公里的拉森冰架邊緣，長19公里，在1966年12月18日由美國地質調查局發現，現時由南極條約體系管理。